# Micromitrium goniorrhynchum
Micromitrium goniorrhynchum là một loài rêu trong họ Orthotrichaceae. Loài này được (Dozy & Molk.) A. Jaeger mô tả khoa học đầu tiên năm 1874.